# The Immortal Life of Henrietta Lacks
The Immortal Life of Henrietta Lacks (bra: A Vida Imortal de Henrietta Lacks) é um telefilme dramático dirigido por George C. Wolfe e estrelado por Oprah Winfrey e Rose Byrne. É baseado no livro homônimo de Rebecca Skloot e documenta a história de Henrietta Lacks, que foi diagnosticada com câncer cervical na década de 1950, e cujas células cancerígenas (mais tarde conhecidas como HeLa) mudariam o curso do tratamento do câncer. O filme estreou na HBO em 22 de abril de 2017.

## Elenco
- Oprah Winfrey como Deborah Lacks
- Rose Byrne como Rebecca Skloot
- Renée Elise Goldsberry como Henrietta Lacks
- Courtney B. Vance como Sir Lorde Keenan Kester Cofield
- Reg E. Cathey como Zakariyya Lacks
- Ruben Santiago-Hudson como Dr. Pattillo
- Leslie Uggams como Sadie
- Reed Birney como Dr. George Gey
- John Douglas Thompson como Lawrence Lacks
- Adriane Lenox como Barbra Lacks
- Roger Robinson como Day Lacks
- Rocky Carroll como Sonny Lacks
- Kyanna Simone Simpson como adolescente Deborah Lacks

## Produção
O filme foi anunciado em 2 de maio de 2016, com Alan Ball e Oprah Winfrey como produtores executivos. George C. Wolfe dirigiria o filme, com Winfrey no papel da filha de Lacks, Deborah. Em julho, Rose Byrne foi escalada como Rebecca Skloot, autora do livro sobre Henrietta, que faz amizade com Deborah enquanto relatava a vida de sua mãe, e Renée Elise Goldsberry foi escalada como a titular Henrietta Lacks. O elenco principal de apoio foi completado em agosto de 2016, com Courtney B. Vance, Ruben Santiago-Hudson, Reg E. Cathey e Leslie Uggams entre eles. Após várias semanas de filmagem em Atlanta, The Immortal Life of Henrietta Lacks começou a ser filmado em Baltimore em setembro de 2016. Dois dos filhos de Henrietta Lacks, Zakariyya e Sonny, foram consultores do filme.

## Recepção

### Recepção crítica
The Immortal Life of Henrietta Lacks recebeu críticas mistas e positivas dos críticos, com o desempenho de Winfrey ganhando muitos elogios. O site agregador de críticas Rotten Tomatoes deu ao filme um índice de aprovação de 69%, com base em 35 críticas, com uma classificação média de 6,5/10. No Metacritic o filme tem uma pontuação de 64 em 100, com base em 22 críticos, indicando "críticas geralmente favoráveis".

### Prêmios e indicações
| Ano  | Associações                                 | Categoria                                                       | Nomeações                                                                                                   | Resultado |
| ---- | ------------------------------------------- | --------------------------------------------------------------- | --- | --------- |
| 2017 | Black Reel Awards para Televisão            | Melhor Telefilme ou Série Limitada                              | Melhor Telefilme ou Série Limitada                                                                          | Indicado  |
| 2017 | Black Reel Awards para Televisão            | Melhor Atriz em Telefilme ou Série Limitada                     | Oprah Winfrey                                                                                               | Indicada  |
| 2017 | Black Reel Awards para Televisão            | Melhor Ator Coadjuvante em Telefilme ou Série Limitada          | Reg E. Cathey                                                                                               | Indicado  |
| 2017 | Black Reel Awards para Televisão            | Melhor Direção de Telefilme ou Série Limitada                   | George C. Wolfe                                                                                             | Indicado  |
| 2017 | Black Reel Awards para Televisão            | Melhor Roteiro de Telefilme ou Série Limitada                   | George C. Wolfe                                                                                             | Venceu    |
| 2017 | Online Film & Television Association Awards | Melhor Filme                                                    | Melhor Filme                                                                                                | Indicado  |
| 2017 | Online Film & Television Association Awards | Melhor Atriz em Filme ou Série Limitada                         | Oprah Winfrey                                                                                               | Indicada  |
| 2017 | Primetime Emmy Awards                       | Melhor Telefilme                                                | Oprah Winfrey, Carla Gardini, Alan Ball, Peter Macdissi, Lydia Dean Pilcher, Rebecca Skloot, e Kathryn Dean | Indicados |
| 2018 | Artios Awards                               | Melhor Elenco – Filme – Lançamento Não Teatral                  | Cindy Tolan, Meagan Lewis, e Daniel Cabeza                                                                  | Indicados |
| 2018 | Critics' Choice Television Awards           | Melhor Telefilme                                                | Melhor Telefilme                                                                                            | Indicado  |
| 2018 | Directors Guild of America Awards           | Melhor Diretor em Telefilmes e Minisséries                      | George C. Wolfe                                                                                             | Indicado  |
| 2018 | Gracie Awards                               | Melhor Telefilme                                                | Melhor Telefilme                                                                                            | Venceu    |
| 2018 | NAACP Image Awards                          | Melhor Telefilme, Série Limitada ou Especial Dramático          | Melhor Telefilme, Série Limitada ou Especial Dramático                                                      | Indicado  |
| 2018 | NAACP Image Awards                          | Melhor Atriz em Telefilme, Série Limitada ou Especial Dramático | Oprah Winfrey                                                                                               | Indicada  |
| 2018 | NAACP Image Awards                          | Melhor Roteiro em Filme ou Especial para Televisão              | Peter Landesman, Alexander Woo, e George C. Wolfe                                                           | Indicados |
| 2018 | NAMIC Vision Awards                         | Filme Original ou Especial                                      | Filme Original ou Especial                                                                                  | Venceu    |
| 2018 | NAMIC Vision Awards                         | Melhor Performance – Drama                                      | Oprah Winfrey                                                                                               | Venceu    |
| 2018 | Satellite Awards                            | Melhor Telefilme                                                | Melhor Telefilme                                                                                            | Indicado  |
| 2018 | USC Scripter Awards                         | Televisão                                                       | Peter Landesman, Alexander Woo, e George C. Wolfe (roteiristas); Rebecca Skloot (autora)                    | Indicados |
| 2018 | Writers Guild of America Awards             | Formato Longo – Adaptado                                        | Peter Landesman, Alexander Woo, e George C. Wolfe; Baseado no livro de Rebecca Skloot                       | Indicados |